# Festival Eurovisão da Canção 1985
O Festival Eurovisão da Canção 1985 (em inglês: Eurovision Song Contest 1985, em francês: Concours Eurovision de la chanson 1985 e em sueco: Eurovisionens Melodi Festival 1985) foi o 30º Festival Eurovisão da Canção e realizou-se em 4 de maio de 1985 em Gotemburgo. A apresentadora foi Lill Lindfors. O duo Bobbysocks (Hanne Krogh e Elisabeth Andreassen) convenceu o júri europeu, arrecadando 123 pontos. Assim, após vários anos entre os últimos lugares, a Noruega consegue finalmente atingir a vitória.

## Local

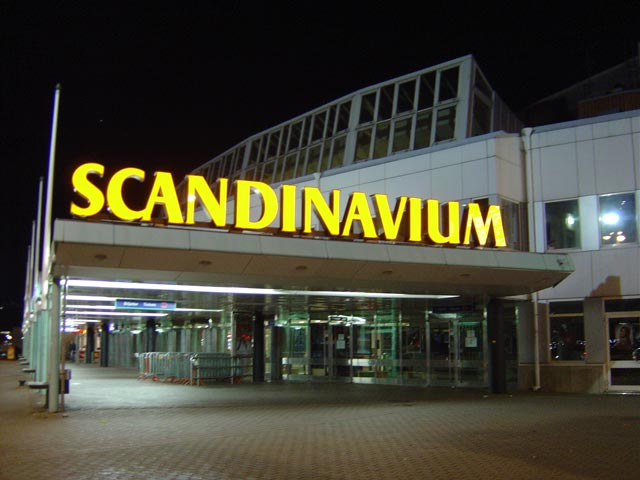
O Scandinavium, em Gotemburgo.

O Festival Eurovisão da Canção 1985 ocorreu em Gotemburgo, na Suécia. Gotemburgo é uma cidade da Suécia do condado de Västra Götaland. Com cerca de 513 000 habitantes na cidade e 879 000 na área metropolitana, é a segunda maior cidade sueca depois de Estocolmo. A cidade situa-se na foz do rio Gota, que desagua no estreito de Categate. O rio divide a cidade em duas partes, sendo a margem norte a ilha Hisingen. O local é apropriado para a presença de um porto: a cidade expandiu o seu porto marítimo, tornando-se no maior dos países nórdicos.
O festival em si realizou-se no Scandinavium, então o maior recinto da Suécia. Com a capacidade para receber 12 000-14 000 pessoas, foi inaugurado em 1971, quando a cidade comemorou os 350 anos da sua existência. Está situado numa parte central de Gotemburgo, junto às Torres Gothia Towers e ao Centro de Exposições e Congressos da Suécia, e na proximidade do estádio de futebol Ullevi, do parque de diversões de Liseberg, do pavilhão científico Universeum e do Museu da Cultura Mundial.

## Formato
A Grécia e Israel regressaram ao certame, enquanto que os Países Baixos retiraram-se porque a data do concurso coincidiu com o Dia da Memória Nacional em homenagem às vítimas da Segunda Guerra Mundial e a Jugoslávia desistiu também pelo dia coincidir com o dia do aniversário da morte do marechal Tito, apesar de ter escolhido a música "Pokora" (Penitência), composto por Ivo Pupačić e Zvonimir Pupačić e cantado por Zorica Kondža e Josip Genda.
A esta edição, regressaram, nada mais nada menos do que 13 artistas, entre eles as vencedoras (Hanne Krogh e Elisabeth Andreassen).
O Festival foi transmitido pela primeira vez via satélite e, pela primeira vez, os bilhetes para assistir os ensaios foram colocados à venda.
O núcleo da equipa técnica foi formado por Steen Priwin (direção e produção executiva), Ingemar Wiberg, Ebbe Börjesson, Jan Johansson, Dick Johansson, Göran Hallberg, Richard Farbotko e Sven Orsman (cenário) e Curt-Eric Holmquist (endereço musical).

## Visual
A abertura da competição começou com um vídeo mostrando os pontos turísticos de Gotemburgo e concluindo com um amplo plano sobre o Scandinavium. A câmera então revelou o palco e a orquestra. Depois, apareceu a apresentadora, Lill Lindfors a cantar a música e jazz "My Joy is Building Bricks of Music". A orquestra e a plateia aplaudiam ritmicamente durante a sua atuação. Esta foi a primeira vez na história da competição em que uma apresentadora cantou..
Lill Lindfors então introduziu as apresentações habituais, dizendo: "A música não conhece fronteiras, e isso é especialmente verdadeiro hoje à noite", lembrando também que o concurso comemorava a sua trigésima edição, que tinha na sua plateia a primeira vencedora do certame, Lys Assia, tendo a orquestra tocado parte do refrão da sua música "Refrain".
A orquestra, dirigida por Curt-Eric Holmquist, ficava à esquerda do palco, sob uma parede decorada com formas trapezoidais e uma reprodução gigantesca do logótipo. O quadro de votação e a mesa do supervisor foram colocados à direita do palco num pódio separado. A cena em si, de cor branca, consistia em várias bandejas, formas geométricas e diferentes alturas, entrelaçadas entre si. Eles estavam cobertos com faixas pretas e bordas brilhantes. Uma escadaria larga, com degraus luminosos, permitia o acesso aos bastidores. A decoração consistia em duas estruturas principais. À esquerda, uma escultura feita de três triângulos dourados e uma cerca cúbica. À direita, uma estrutura tubular que suporta padrões na forma de uma vela de barco e palmeiras. 
A apresentadora foi Lill Lindfors, que falou aos espectadores quase exclusivamente em inglês, mas também em francês.
Os cartões postais foram focados nos autores e compositores. Um pequeno vídeo mostrou-os, passeando por Gotemburgo, durante a semana de ensaio. Lill Lindfors então introduziu as canções, os artistas e os maestros, muitas vezes na língua nacional do país em questão. A cada vez, ela segurava na mão uma reprodução em miniatura da bandeira do país.
O intervalo foi ocupado pelos artistas do "Guitars Unlimited", um duo de guitarra composto por Peter Almqvist e Ulf Wakenius, que tocaram algumas canções de jazz na guitarra. 
É após o intervalo que aconteceu aquele que é considerado um dos momentos mais marcantes da História do certame. Após o intervalo, a apresentadora Lill Lindsfors chocou toda a Europa quando a sua saia ficou presa num elemento do cenário, deixando assim a sua roupa interior à vista. Depois de alguns segundos de riso, entende-se que todo o acidente estava previamente ensaiado e a apresentadora rapidamente recompôs o seu vestido.

## Votação
Cada país tinha um júri composto por 11 elementos, que atribuiu 12, 10, 8, 7, 6, 5, 4, 3, 2, 1 pontos às dez canções mais votadas.
O supervisor executivo da EBU foi Frank Naef.
Durante a votação, a câmera fez vários close-ups dos artistas. Em particular, a banda Bobbysocks e Wind apareceram.
Uma pequena novidade no quadro de voto foi o facto de à esquerda do nome dos diferentes países estava a classificação provisória. Então, após cada votação, era mais fácil ler a situação geral.

## Participações individuais
Predefinição:Participações Individuais ESC1985

## Participantes

Países participantes

| País        | Título original da Canção             | Artista                                                                    | Processo                                       | Data da Selecção        |
| País        | Tradução em Português                 | Idiomas de Interpretação                                                   | Processo                                       | Data da Selecção        |
| ----------- | ------------------------------------- | -------------------------------------------------------------------------- | ---------------------------------------------- | ----------------------- |
| Alemanha    | "Für alle"                            | Wind                                                                       | Ein lied für Göteborg 1985                     | 21 de março de 1985     |
| Alemanha    | Para todos                            | Alemão                                                                     | Ein lied für Göteborg 1985                     | 21 de março de 1985     |
| Áustria     | "Kinder dieser Welt"                  | Gary Lux                                                                   | Seleção interna                                | -                       |
| Áustria     | Crianças deste mundo                  | Alemão                                                                     | Seleção interna                                | -                       |
| Bélgica     | "Laat me nu gaan"                     | Linda Lepomme                                                              | Seleção interna                                | -                       |
| Bélgica     | Deixa-me ir agora                     | Holandês                                                                   | Seleção interna                                | -                       |
| Chipre      | "To katalava arga" (Το κατάλαβα αργά) | Lia Vissi                                                                  | Seleção interna                                | 1 de abril de 1985      |
| Chipre      | Eu dei conta disso tarde              | Grego                                                                      | Seleção interna                                | 1 de abril de 1985      |
| Dinamarca   | "Sku' du spørg' fra no'en?"           | Hot Eyes                                                                   | Dansk Melodi Grand-Prix 1985                   | 9 de março de 1985      |
| Dinamarca   | Que tens com isso?                    | Dinamarquês                                                                | Dansk Melodi Grand-Prix 1985                   | 9 de março de 1985      |
| Espanha     | "La fiesta terminó"                   | Paloma San Basilio                                                         | Selecção Interna                               | -                       |
| Espanha     | A festa acabou                        | Castelhano                                                                 | Selecção Interna                               | -                       |
| Finlândia   | "Eläköön elämä"                       | Sonja Lumme                                                                | Euroviisut 1985                                | 16 de fevereiro de 1985 |
| Finlândia   | Viva a Vida                           | Finlandês                                                                  | Euroviisut 1985                                | 16 de fevereiro de 1985 |
| França      | "Femme dans ses rêves aussi"          | Roger Bens                                                                 | Sélection Française - Eurovision 1985          | 31 de março de 1985     |
| França      | Mulher também nos seus sonhos         | Francês                                                                    | Sélection Française - Eurovision 1985          | 31 de março de 1985     |
| Grécia      | "Miazoume" (Μοιάζουμε)                | Takis Biniaris                                                             | Seleção interna                                | -                       |
| Grécia      | Nós parecemo-nos                      | Grego                                                                      | Seleção interna                                | -                       |
| Irlanda     | "Wait Until the Weekend Comes"        | Maria Christian                                                            | National Song Contest 1985                     | 27 de março de 1985     |
| Irlanda     | Espera até ao fim de semana           | Inglês                                                                     | National Song Contest 1985                     | 27 de março de 1985     |
| Israel      | "Olé, Olé"                            | Izhar Cohen                                                                | Kdam Eurovision 1985                           | 28 de março de 1985     |
| Israel      | Olé, Olé                              | Hebraico                                                                   | Kdam Eurovision 1985                           | 28 de março de 1985     |
| Itália      | "Magic Oh Magic"                      | Al Bano & Romina Power                                                     | Selecção Interna                               | -                       |
| Itália      | Magia, Oh Magia                       | Italiano                                                                   | Selecção Interna                               | -                       |
| Luxemburgo  | "Children, Kinder, Enfants"           | Margo, Franck Olivier, Diane Solomon, Ireen Sheer, Chris & Malcolm Roberts | Selecção Interna                               | -                       |
| Luxemburgo  | Crianças, Crianças, Crianças          | Francês                                                                    | Selecção Interna                               | -                       |
| Noruega     | "La det swinge"                       | Bobbysocks                                                                 | Melodi Grand-Prix 1985                         | 30 de março de 1985     |
| Noruega     | Deixa dançar swing                    | Norueguês                                                                  | Melodi Grand-Prix 1985                         | 30 de março de 1985     |
| Portugal    | "Penso em ti, eu sei"                 | Adelaide Ferreira                                                          | Festival RTP da Canção 1985                    | 7 de março de 1985      |
| Portugal    | Penso em ti, eu sei                   | Português                                                                  | Festival RTP da Canção 1985                    | 7 de março de 1985      |
| Reino Unido | "Love Is …"                           | Vikki                                                                      | A song for Europe 1985                         | 5 de abril de 1985      |
| Reino Unido | O amor é …                            | Inglês                                                                     | A song for Europe 1985                         | 5 de abril de 1985      |
| Suécia      | "Bra vibrationer"                     | Kikki Danielsson                                                           | Melodifestivalen 1985                          | 2 de março de 1985      |
| Suécia      | Boas vibrações                        | Sueco                                                                      | Melodifestivalen 1985                          | 2 de março de 1985      |
| Suíça       | "Piano, piano"                        | Mariella Farré & Pino Gasparini                                            | Finale Suisse 1985                             | 23 de fevereiro de 1985 |
| Suíça       | Lentamente, lentamente                | Alemão                                                                     | Finale Suisse 1985                             | 23 de fevereiro de 1985 |
| Turquia     | "Didai didai dai"                     | MFÖ                                                                        | Eurovision Şarkı Yarışması Türkiye Finali 1985 | 1 de março de 1985      |
| Turquia     | Didai didai dai                       | Turco                                                                      | Eurovision Şarkı Yarışması Türkiye Finali 1985 | 1 de março de 1985      |

## Festival
| #   | País        | Idioma      | Artista                                                                    | Canção                                | Lugar | Pontuação |
| --- | ----------- | ----------- | -------------------------------------------------------------------------- | ------------------------------------- | ----- | --------- |
| 1º  | Irlanda     | Inglês      | Maria Christian                                                            | "Wait Until the Weekend Comes"        | 6º    | 91        |
| 2º  | Finlândia   | Finlandês   | Sonja Lumme                                                                | "Eläköön elämä"                       | 9º    | 58        |
| 3º  | Chipre      | Grego       | Lia Vissi                                                                  | "To katalava arga" (Το κατάλαβα αργά) | 16º   | 15        |
| 4º  | Dinamarca   | Dinamarquês | Hot Eyes                                                                   | "Sku' du spørg' fra no'en?"           | 11º   | 41        |
| 5º  | Espanha     | Castelhano  | Paloma San Basilio                                                         | "La fiesta terminó"                   | 14º   | 36        |
| 6º  | França      | Francês     | Roger Bens                                                                 | "Femme dans ses rêves aussi"          | 10º   | 56        |
| 7º  | Turquia     | Turco       | MFÖ                                                                        | "Didai didai dai"                     | 14º   | 36        |
| 8º  | Bélgica     | Holandês    | Linda Lepomme                                                              | "Laat me nu gaan"                     | 19º   | 7         |
| 9º  | Portugal    | Português   | Adelaide Ferreira                                                          | "Penso em ti, eu sei"                 | 18º   | 9         |
| 10º | Alemanha    | Alemão      | Wind                                                                       | "Für alle"                            | 2º    | 105       |
| 11º | Israel      | Hebraico    | Izhar Cohen                                                                | "Olé, Olé" (עולה, עולה)               | 5º    | 93        |
| 12º | Itália      | Italiano    | Al Bano & Romina Power                                                     | "Magic Oh Magic"                      | 7º    | 78        |
| 13º | Noruega     | Norueguês   | Bobbysocks                                                                 | "La det swinge"                       | 1º    | 123       |
| 14º | Reino Unido | Inglês      | Vikki                                                                      | "Love Is …"                           | 4º    | 100       |
| 15º | Suíça       | Alemão      | Mariella Farré & Pino Gasparini                                            | "Piano, piano"                        | 12º   | 39        |
| 16º | Suécia      | Sueco       | Kikki Danielsson                                                           | "Bra vibrationer"                     | 3º    | 103       |
| 17º | Áustria     | Alemão      | Gary Lux                                                                   | "Kinder dieser Welt"                  | 8º    | 60        |
| 18º | Luxemburgo  | Francês     | Margo, Franck Olivier, Diane Solomon, Ireen Sheer, Chris & Malcolm Roberts | "Children, Kinder, Enfants"           | 13º   | 37        |
| 19º | Grécia      | Grego       | Takis Biniaris                                                             | "Miazoume" (Μοιάζουμε)                | 16º   | 15        |

### Resultados
A ordem de votação no Festival Eurovisão da Canção 1985, foi a seguinte:

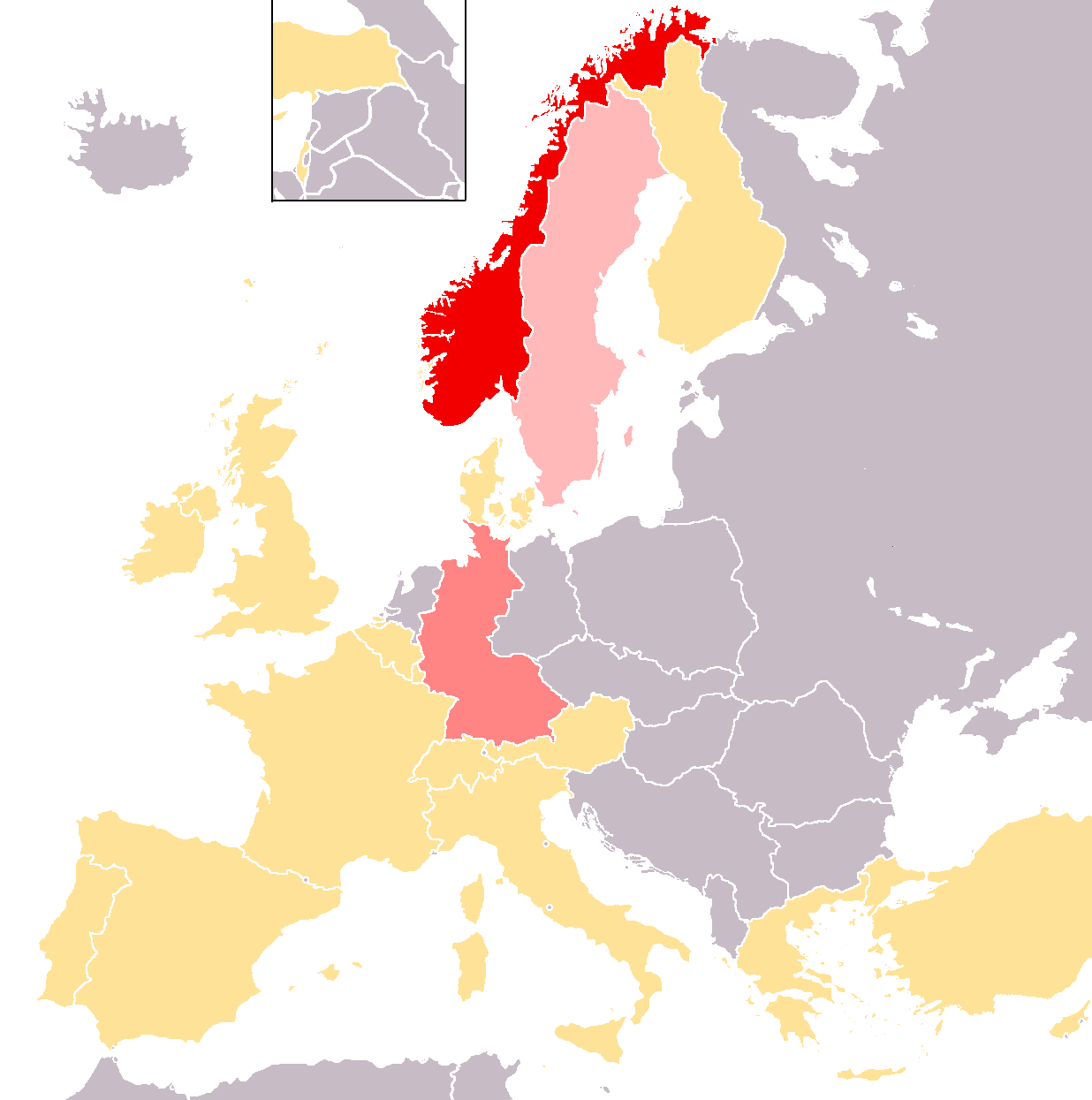
Vencedor
2º classificado
3º classificado

| Países Votantes  | Países Pontuados     | Países Pontuados | Países Pontuados | Países Pontuados | Países Pontuados | Países Pontuados | Países Pontuados | Países Pontuados | Países Pontuados | Países Pontuados | Países Pontuados | Países Pontuados | Países Pontuados | Países Pontuados | Países Pontuados | Países Pontuados | Países Pontuados | Países Pontuados | Países Pontuados |
| ---------------- | -------------------- | ---------------- | ---------------- | ---------------- | ---------------- | ---------------- | ---------------- | ---------------- | ---------------- | ---------------- | ---------------- | ---------------- | ---------------- | ---------------- | ---------------- | ---------------- | ---------------- | ---------------- | ---------------- |
| Países Votantes  | República da Irlanda | Finlândia        | Chipre           | Dinamarca        | Espanha          | França           | Turquia          | Bélgica          | Portugal         | Alemanha         | Israel           | Itália           | Noruega          | Reino Unido      | Suíça            | Suécia           | Áustria          | Luxemburgo       | Grécia           |
| Irlanda          |                      | 6                | 1                |                  | 2                |                  | 7                |                  |                  | 4                | 8                |                  | 12               | 5                |                  | 10               | 3                |                  |                  |
| Finlândia        | 1                    |                  |                  |                  | 8                | 5                | 2                |                  |                  | 10               |                  | 6                | 4                | 7                | 3                | 12               |                  |                  |                  |
| Chipre           | 7                    | 6                |                  | 3                | 1                | 4                |                  |                  |                  | 12               | 5                | 10               |                  |                  | 2                |                  |                  |                  | 8                |
| Dinamarca        | 3                    |                  |                  |                  |                  |                  |                  |                  |                  | 10               | 4                | 1                | 12               | 5                | 6                | 8                | 7                | 2                |                  |
| Espanha          | 4                    | 6                |                  |                  |                  |                  | 3                |                  |                  | 10               | 8                | 12               | 1                | 5                |                  | 2                |                  |                  | 7                |
| França           | 3                    |                  |                  | 10               |                  |                  |                  |                  |                  | 8                | 12               | 5                | 2                | 6                |                  | 7                | 1                | 4                |                  |
| Turquia          | 5                    | 3                |                  |                  | 12               | 1                |                  | 7                | 2                |                  |                  | 8                |                  | 10               | 6                | 4                |                  |                  |                  |
| Bélgica          | 8                    |                  |                  | 3                |                  |                  | 1                |                  |                  | 10               |                  | 2                | 12               | 6                | 5                | 7                | 4                |                  |                  |
| Portugal         | 8                    |                  |                  | 1                | 2                | 3                |                  |                  |                  | 7                | 5                | 12               |                  | 6                | 4                |                  |                  | 10               |                  |
| Alemanha         | 4                    |                  |                  | 6                |                  |                  | 2                |                  |                  |                  | 7                |                  | 12               | 5                | 1                | 8                | 10               | 3                |                  |
| Israel           | 8                    | 1                |                  |                  |                  | 3                |                  |                  |                  | 7                |                  | 4                | 12               | 2                |                  | 6                | 10               | 5                |                  |
| Itália           | 12                   | 7                | 3                | 2                |                  | 10               |                  |                  |                  |                  | 5                |                  | 6                | 8                |                  | 4                |                  | 1                |                  |
| Noruega          | 3                    |                  |                  | 6                |                  |                  | 1                |                  |                  | 8                | 10               |                  |                  | 7                | 5                | 12               | 2                | 4                |                  |
| Reino Unido      | 3                    | 7                |                  |                  | 4                | 2                | 8                |                  |                  | 1                | 5                |                  | 12               |                  |                  | 6                | 10               |                  |                  |
| Suíça            | 5                    | 2                | 3                |                  |                  | 4                | 12               |                  |                  |                  | 7                |                  | 6                | 10               |                  | 8                | 1                |                  |                  |
| Suécia           | 7                    | 10               |                  | 5                |                  | 6                |                  |                  |                  | 8                | 2                |                  | 12               | 4                | 1                |                  | 3                |                  |                  |
| Áustria          | 10                   |                  |                  | 5                |                  | 3                |                  |                  |                  |                  | 7                | 6                | 12               | 2                | 1                | 4                |                  | 8                |                  |
| Luxemburgo       |                      |                  |                  |                  | 1                | 3                |                  |                  |                  | 10               | 6                | 12               | 7                | 8                | 2                | 5                | 4                |                  |                  |
| Grécia           |                      | 10               | 8                |                  | 6                | 12               |                  |                  | 7                |                  | 2                |                  | 1                | 4                | 3                |                  | 5                |                  |                  |
| Total            | 91                   | 58               | 15               | 41               | 36               | 56               | 36               | 7                | 9                | 105              | 93               | 78               | 123              | 100              | 39               | 103              | 60               | 37               | 15               |
| Lugar            | 6º                   | 9º               | 16º              | 11º              | 14º              | 10º              | 14º              | 19º              | 18º              | 2º               | 5º               | 7º               | 1º               | 4º               | 12º              | 3º               | 8º               | 13º              | 16º              |
| Países Votantes  | República da Irlanda | Finlândia        | Chipre           | Dinamarca        | Espanha          | França           | Turquia          | Bélgica          | Portugal         | Alemanha         | Israel           | Itália           | Noruega          | Reino Unido      | Suíça            | Suécia           | Áustria          | Luxemburgo       | Grécia           |
| Países Pontuados |                      |                  |                  |                  |                  |                  |                  |                  |                  |                  |                  |                  |                  |                  |                  |                  |                  |                  |                  |

| Países Votantes  | Países Pontuados     | Países Pontuados | Países Pontuados | Países Pontuados | Países Pontuados | Países Pontuados | Países Pontuados | Países Pontuados | Países Pontuados | Países Pontuados | Países Pontuados | Países Pontuados | Países Pontuados | Países Pontuados | Países Pontuados | Países Pontuados | Países Pontuados | Países Pontuados | Países Pontuados |
| ---------------- | -------------------- | ---------------- | ---------------- | ---------------- | ---------------- | ---------------- | ---------------- | ---------------- | ---------------- | ---------------- | ---------------- | ---------------- | ---------------- | ---------------- | ---------------- | ---------------- | ---------------- | ---------------- | ---------------- |
| Países Votantes  | República da Irlanda | Finlândia        | Chipre           | Dinamarca        | Espanha          | França           | Turquia          | Bélgica          | Portugal         | Alemanha         | Israel           | Itália           | Noruega          | Reino Unido      | Suíça            | Suécia           | Áustria          | Luxemburgo       | Grécia           |
| Irlanda          | 0                    | 6                | 1                | 0                | 2                | 0                | 7                | 0                | 0                | 4                | 8                | 6                | 12               | 5                | 0                | 10               | 3                | 0                | 0                |
| Finlândia        | 1                    | 6                | 1                | 0                | 10               | 5                | 9                | 0                | 0                | 14               | 8                | 6                | 16               | 12               | 3                | 22               | 3                | 0                | 0                |
| Chipre           | 8                    | 12               | 1                | 3                | 11               | 9                | 9                | 0                | 0                | 26               | 13               | 16               | 16               | 12               | 5                | 22               | 3                | 0                | 8                |
| Dinamarca        | 11                   | 12               | 1                | 3                | 11               | 9                | 9                | 0                | 0                | 36               | 17               | 17               | 28               | 17               | 11               | 30               | 10               | 2                | 8                |
| Espanha          | 15                   | 18               | 1                | 3                | 11               | 9                | 12               | 0                | 0                | 46               | 25               | 29               | 29               | 22               | 11               | 32               | 10               | 2                | 15               |
| França           | 18                   | 18               | 1                | 13               | 11               | 9                | 12               | 0                | 0                | 54               | 37               | 34               | 31               | 28               | 11               | 39               | 11               | 6                | 15               |
| Turquia          | 23                   | 21               | 1                | 13               | 23               | 10               | 12               | 7                | 2                | 54               | 37               | 42               | 31               | 38               | 17               | 43               | 11               | 6                | 15               |
| Bélgica          | 31                   | 21               | 1                | 16               | 23               | 10               | 13               | 7                | 2                | 64               | 37               | 44               | 43               | 44               | 22               | 50               | 15               | 6                | 15               |
| Portugal         | 39                   | 21               | 1                | 17               | 25               | 13               | 13               | 7                | 2                | 71               | 42               | 56               | 43               | 50               | 26               | 50               | 15               | 16               | 15               |
| Alemanha         | 43                   | 21               | 1                | 23               | 25               | 13               | 15               | 7                | 2                | 71               | 49               | 56               | 55               | 55               | 27               | 58               | 25               | 19               | 15               |
| Israel           | 51                   | 22               | 1                | 23               | 25               | 16               | 15               | 7                | 2                | 78               | 49               | 60               | 67               | 57               | 27               | 64               | 35               | 24               | 15               |
| Itália           | 63                   | 29               | 4                | 25               | 25               | 26               | 15               | 7                | 2                | 78               | 54               | 60               | 73               | 65               | 27               | 68               | 35               | 25               | 15               |
| Noruega          | 66                   | 29               | 4                | 31               | 25               | 26               | 16               | 7                | 2                | 86               | 64               | 60               | 73               | 72               | 32               | 80               | 37               | 29               | 15               |
| Reino Unido      | 69                   | 36               | 4                | 31               | 29               | 28               | 24               | 7                | 2                | 87               | 69               | 60               | 85               | 72               | 32               | 86               | 47               | 29               | 15               |
| Suíça            | 74                   | 38               | 7                | 31               | 29               | 32               | 36               | 7                | 2                | 87               | 76               | 60               | 91               | 82               | 32               | 94               | 48               | 29               | 15               |
| Suécia           | 81                   | 48               | 7                | 36               | 29               | 38               | 36               | 7                | 2                | 95               | 78               | 60               | 103              | 86               | 33               | 94               | 51               | 29               | 15               |
| Áustria          | 91                   | 48               | 7                | 41               | 29               | 41               | 36               | 7                | 2                | 95               | 85               | 66               | 115              | 88               | 34               | 98               | 51               | 37               | 15               |
| Luxemburgo       | 91                   | 48               | 7                | 41               | 30               | 44               | 36               | 7                | 2                | 105              | 91               | 78               | 122              | 96               | 36               | 103              | 55               | 37               | 15               |
| Grécia           | 91                   | 58               | 15               | 41               | 36               | 56               | 36               | 7                | 9                | 105              | 93               | 78               | 123              | 100              | 39               | 103              | 60               | 37               | 15               |
| Lugar            | 6º                   | 9º               | 16º              | 11º              | 14º              | 10º              | 14º              | 19º              | 18º              | 2º               | 5º               | 7º               | 1º               | 4º               | 12º              | 3º               | 8º               | 13º              | 16º              |
| Países Votantes  | República da Irlanda | Finlândia        | Chipre           | Dinamarca        | Espanha          | França           | Turquia          | Bélgica          | Portugal         | Alemanha         | Israel           | Itália           | Noruega          | Reino Unido      | Suíça            | Suécia           | Áustria          | Luxemburgo       | Grécia           |
| Países Pontuados |                      |                  |                  |                  |                  |                  |                  |                  |                  |                  |                  |                  |                  |                  |                  |                  |                  |                  |                  |

#### 12 pontos
Os países que receberam 12 pontos foram os seguintes:
| # | Países Pontuados | Países Votantes                                                             |
| - | ---------------- | --------------------------------------------------------------------------- |
| 8 | Noruega          | Alemanha, Áustria, Bélgica, Dinamarca, Irlanda, Israel, Reino Unido, Suécia |
| 3 | Itália           | Espanha, Luxemburgo, Portugal                                               |
| 2 | Suécia           | Finlândia, Noruega                                                          |
| 1 | França           | Grécia                                                                      |
| 1 | Alemanha         | Chipre                                                                      |
| 1 | Irlanda          | Itália                                                                      |
| 1 | Israel           | França                                                                      |
| 1 | Espanha          | Turquia                                                                     |
| 1 | Turquia          | Suíça                                                                       |

### Maestros
Em baixo encontra-se a lista de maestros que conduziram a orquestra, na respectiva actuação de cada país concorrente. 
| País              | Maestro              |
| ----------------- | -------------------- |
| Irlanda           | Noel Kelehan         |
| Finlândia         | Ossi Runne           |
| Chipre            | Haris Andreadis      |
| Dinamarca         | Wolfgang Käfer       |
| Espanha           | Juan Carlos Calderón |
| França            | Michel Bernholc      |
| Turquia           | Garo Mafyan          |
| Bélgica           | Curt-Eric Holmquist  |
| Portugal          | José Calvário        |
| Alemanha          | Rainer Pietsch       |
| Israel            | Kobi Oshrat          |
| Itália            | Fiorenzo Zanotti     |
| Noruega           | Terje Fjærn          |
| Reino Unido       | John Coleman         |
| Suíça             | Anita Kerr           |
| Suécia            | Curt-Eric Holmquist  |
| Áustria           | Richard Österreicher |
| Luxemburgo        | Norbert Daum         |
| Grécia            | Haris Andreadis      |
| Maestro anfitrião | Curt-Eric Holmquist  |

## Artistas repetentes
Em 1985, os repetentes foram:
| País (1985) | Foto                                           | Artista                                          | Ano Anterior                                 | País Representado | Canção                                  | Tradução                  | Pontuação | Classificação |
| ----------- | ---------------------------------------------- | ------------------------------------------------ | -------------------------------------------- | ----------------- | --------------------------------------- | ------------------------- | --------- | ------------- |
| Áustria     |                                                | Gary Lux                                         | ESC 1983 (como parte dos Westend)            | Áustria           | "Hurricane"                             | Furacão                   | 53        | 9º            |
| Áustria     | ESC 1984 (como parte do coro de Anita Spanner) | Gary Lux                                         | Áustria                                      | "Einfach weg"     | Simplesmente Ausente                    | 5                         | 19º       |               |
| Chipre      |                                                | Lia Vissi                                        | ESC 1979 (como parte do coro de Elpida)      | Grécia            | "Sokrati"                               | Sócrates                  | 69        | 8º            |
| Chipre      | ESC 1980 (como parte do coro de Anna Vissi)    | Lia Vissi                                        | Grécia                                       | "Autostop"        | Boleia                                  | 30                        | 13º       |               |
| Dinamarca   |                                                | Hot Eyes                                         | ESC 1984                                     | Dinamarca         | "Det' lige det"                         | É precisamente isso       | 101       | 4º            |
| Israel      |                                                | Izhar Cohen                                      | ESC 1978 (com os Alphabeta)                  | Israel            | "A-Ba-Ni-Bi"                            | A-Ba-Ni-Bi                | 157       | 1º            |
| Itália      |                                                | Al Bano & Romina Power                           | ESC 1976                                     | Itália            | "We'll live it all again (lo rivivrei)" | Nós reviveremos de novo   | 69        | 7º            |
| Luxemburgo  |                                                | Ireen Sheer                                      | ESC 1974                                     | Luxemburgo        | "Bye Bye I Love You"                    | Adeus Adeus Amo-te        | 14        | 4º            |
| Luxemburgo  | ESC 1978                                       | Ireen Sheer                                      | Alemanha                                     | "Feuer"           | Fogo                                    | 84                        | 6º        |               |
| Noruega     |                                                | Hanne Krogh (como parte das Bobbysocks)          | ESC 1971                                     | Noruega           | "Lykken er"                             | Felicidade é              | 65        | 17º           |
| Noruega     |                                                | Elisabeth Andreassen (como parte das Bobbysocks) | ESC 1982 (como parte dos Chips)              | Suécia            | "Dag efter dag"                         | Dia após dia              | 67        | 8º            |
| Suécia      |                                                | Kikki Danielsson                                 | ESC 1982 (como parte dos Chips)              | Suécia            | "Dag efter dag"                         | Dia após dia              | 67        | 8º            |
| Suíça       |                                                | Pino Gasparini (com Mariella Farré)              | ESC 1977 (como parte dos Pepe Lienhard Band) | Suíça             | "Swiss Lady"                            | Senhora suíça             | 71        | 6º            |
| Suíça       |                                                | Mariella Farré (com Pino Gasparini)              | ESC 1983                                     | Suíça             | "Io così non ci sto"                    | Assim não estou de acordo | 28        | 15º           |